# Ênio
Sebastião Enio Santos de Almeida (Belém, 3 marzo 2001) è un calciatore brasiliano, centrocampista della Juventude.

## Carriera
Cresciuto nel settore giovanile del Botafogo, ha debuttato in prima squadra il 18 gennaio 2020 nell'incontro del Campionato Carioca perso 1-0 contro il Volta Redonda. Il 28 marzo 2021 ha segnato il suo primo gol in carriera nella trasferta vinta 2-1 contro il Nova Iguaçu.
Il 25 agosto 2022 è stato ceduto in prestito al RWDM47, dove ha giocato nella formazione Under-21. Riscattato al termine della stagione, nel gennaio del 2024 è rientrato in Brasile all'Amazonas senza aver mai debuttato in prima squadra.
Il 31 dicembre 2024 è stato ceduto in prestito alla Juventude, club della prima divisione brasiliana, che al termine del Campionato Gaúcho 2025 lo ha acquistato a titolo definitivo.

## Statistiche

### Presenze e reti nei club
Statistiche aggiornate al 19 aprile 2025.
| Stagione        | Squadra         | Campionato      | Campionato | Campionato | Coppe nazionali | Coppe nazionali | Coppe nazionali | Coppe continentali | Coppe continentali | Coppe continentali | Altre coppe | Altre coppe | Altre coppe | Totale | Totale | Totale |
| Stagione        | Squadra         | Comp            | Pres       | Reti       | Comp            | Pres            | Reti            | Comp               | Pres               | Reti               | Comp        | Pres        | Reti        | Pres   | Reti   |        |
| --------------- | --------------- | --------------- | ---------- | ---------- | --------------- | --------------- | --------------- | ------------------ | ------------------ | ------------------ | ----------- | ----------- | ----------- | ------ | ------ | ------ |
| 2020            | Botafogo        | A/RJ+A          | 3+4        | 0          | CB              | 0               | 0               | -                  | -                  | -                  | -           | -           | -           | 7      | 0      |        |
| 2021            | Botafogo        | A/RJ+B          | 13+11      | 1+0        | CB              | 1               | 0               | -                  | -                  | -                  | -           | -           | -           | 25     | 1      |        |
| Totale Botafogo | Totale Botafogo | Totale Botafogo | 31         | 1          |                 | 1               | 0               |                    | -                  | -                  |             | -           | -           | 32     | 1      |        |
| 2024            | Amazonas        | PD/AM+B         | 8+36       | 0+2        | CB              | 2               | 0               | -                  | -                  | -                  | CV          | 0           | 0           | 46     | 2      |        |
| 2025            | Juventude       | PD/RS+A         | 9+5        | 1+1        | CB              | 1               | 0               | -                  | -                  | -                  | -           | -           | -           | 15     | 2      |        |
| Totale carriera | Totale carriera | Totale carriera | 89         | 5          |                 | 4               | 0               |                    | -                  | -                  |             | 0           | 0           | 93     | 5      |        |

## Palmarès

### Club
- Campeonato Brasileiro Série B: 1

Botafogo: 2021